# 체리마호: 30살까지 동정이면 마법사가 될 수 있대
체리마호: 30살까지 동정이면 마법사가 될 수 있대(일본어: 30歳まで童貞だと魔法使いになれるらしい)는 도요타 유의 일본의 야오이 만화이다.

## 줄거리
평생 한 번도 섹스를 해본 적이 없던 아다치 키요시는 30세가 되자 "마법사"가 된다. 다른 사람의 마음을 만지면 알아들을 수 있는 능력을 얻게 되는 것이다. 어느 날, 그는 인기 동료인 구로사와 유이치가 자신을 사랑한다는 사실을 알게 된다. 구로사와의 다소 직설적인 감정을 듣는 어색함을 겪으면서도, 아다치는 구로사와가 자신을 얼마나 소중히 여기는지 깨닫고 그에 대한 호감을 느끼기 시작한다.

## TV 드라마
실사 촬영 TV 드라마 방영은 2020년 10월 9일 TV 도쿄의 모쿠드라 25를 통해 시작되었다. 후속작은 2022년 4월 8일 방영되었다.

## 영화
영화 실사판은 카자마 히로키가 감독을 맡았다. 아카소 에이지 등이 주연으로 출연하였다.

### 출연

#### 주연
- 아카소 에이지 - 아다치 키요시 역
- 마치다 케이타
- 유타로
- 아사카 코다이 - 츠게 마사토 역

#### 조연
- 쿠사카와 타쿠야
- 사토 료
- 스즈노스케
- 마츠오 사토루
- 토오야마 토시야
- 사카키바라 이쿠에
- 츠루미 신고
- 마츠시타 유키

## TV 애니메이션
2024년 1월부터 TV 도쿄 계열에서 방영될 예정이다.